# (4980) Magomaev
(4980) Magomaev est un astéroïde de la ceinture principale.

## Description
(4980) Magomaev est un astéroïde de la ceinture principale. Il fut découvert le 19 septembre 1974 à Nauchnyj par Lioudmila Tchernykh. Il présente une orbite caractérisée par un demi-grand axe de 3,20 UA, une excentricité de 0,14 et une inclinaison de 1,8° par rapport à l'écliptique.

## Compléments